# Konstytucja Iranu z 1906
Konstytucja Iranu z 1906 – pierwsza konstytucja Iranu, przyjęta w 1906 roku w wyniku rewolucji konstytucyjnej. Obowiązywała do momentu wprowadzenia obecnej konstytucji Islamskiej Republiki Iranu w 1979. 
Konstytucja zmieniła ustrój z monarchii absolutnej na konstytucyjną, zapoczątkowała w kraju system parlamentarny. Ciałem ustawodawczym było Narodowe Zgromadzenie Konsultatywne (pers. مجلس شورای ملی, trb. Madżles-e Szoura-je Melli), istniejące w latach 1906–1908. Zwołane w październiku 1906. Zostało rozwiązane z polecenia Mohammada Alego Szaha Kadżara, który nakazał kozakom ostrzelać Zgromadzenie. Parlament liczył 162 członków. Wybierany był na 2-letnią kadencję.